# Kento Ono
Kento Ono (小野 健斗 Ono Kento?,  Tokio, Japón, 9 de agosto de 1989) es un actor y modelo japonés, afiliado a JJ Promotion. Es conocido por su papel de Hyde (Gosei Blue) en la serie Tensō Sentai Goseiger y sus adaptaciones posteriores.

## Biografía
Ono nació el 9 de agosto de 1989 en la ciudad de Tokio, Japón. Su hermana mayor, Maaya, también fue actriz. En 2004, Ono participó en el Junon Super Boy Contest de la revista Junon, aunque no ganó. También trabajó como modelo para la revista de moda Love Berry. Su debut como actor fue en el musical de 2006, The Prince of Tennis, donde fue el primer actor en interpretar a Renji Yanagi. Ono formó parte del elenco de The Prince of Tennis hasta 2008, cuando fue reemplazado por Yūki Yamaoki. En 2010, apareció en la serie Tensō Sentai Goseiger como Hyde/Gosei Blue.
El 21 de enero de 2014, Ono anunció en su blog oficial que había abandonado Stardust Promotion y que tendría una pausa de sus actividades profesionales. El 13 de febrero de 2015, regresó a sus actividades bajo una nueva agencia, JJ Promotion, y apareció en el drama televisivo Eisei no Fumi.

## Filmografía

### Televisión
| Año       | Título                             | Papel                    | Cadena    | Notas                   |
| --------- | ---------------------------------- | ------------------------ | --------- | ----------------------- |
| 2005      | Ultraman Max                       | Estudiante de secundaria | CBC       | Episodio 25             |
| 2006      | Ultraman Mebius                    | Tatsumi Kazama           | CBC       | Episodio 23             |
| 2006      | Komyo ga Tsuji                     | Tokugawa Yorifusa        | NHK       |                         |
| 2009      | Uramiya Honpo Reboot               | Shū                      | TV Asahi  |                         |
| 2009      | Q.E.D.                             | Kota                     | NHK       | Episodio 3              |
| 2010–2011 | Tensō Sentai Goseiger              | Hyde/Gosei Blue          | TV Asahi  | Principal, 50 episodios |
| 2010      | Super Sentai Versus Series Theater | Hyde/Gosei Blue          | TV Asahi  | Principal, 29 episodios |
| 2010      | Manpuku Shōjo Dragonet             | Yukito Azuma             | tvk       | Episodio 11             |
| 2015      | Messiah: Eisei no Shō              | Mitsumi Haku             | Tokyo MX  | Principal, 13 episodios |
| 2016      | Yoru Café                          | Kotaro                   | Tokyo MX2 |                         |

### Películas
| Año  | Título                                                 | Papel            | Notas |
| ---- | ------------------------------------------------------ | ---------------- | ----- |
| 2009 | Hanamuko wa 18-sai                                     | Kotaro Noborito  |       |
| 2009 | Beatrock Love                                          | Roku             |       |
| 2010 | Samurai Sentai Shinkenger vs. Go-onger: GinmakuBang!!  | Gosei Blue (voz) |       |
| 2010 | 28 1/2 Mousou no Kyojin                                |                  |       |
| 2010 | Tensou Sentai Goseiger: Epic on the Movie              | Hyde/Gosei Blue  |       |
| 2011 | Tensou Sentai Goseiger vs. Shinkenger: Epic on Ginmaku | Hyde/Gosei Blue  |       |
| 2011 | Gokaiger, Goseiger Super Sentai 199 Hero Great Battle  | Hyde/Gosei Blue  |       |
| 2013 | Messiah: Shikkoku No Shō                               | Mitsumi Haku     |       |
| 2017 | Messiah Gaiden: Kyokuya Polar Night                    | Mitsumi Haku     |       |